# Hardy-Weinberg-ligevægt
 Der er for få eller ingen kildehenvisninger i denne artikel, hvilket er et problem. Du kan hjælpe ved at angive troværdige kilder til de påstande, som fremføres i artiklen.

Hardy-Weinberg-ligevægten (også kaldet -loven eller -fordelingen) er en model for fordelingen af genotyper givet frekvenserne af forskellige alleler. Ligevægten optræder, når man gør en række forenklende antagelser. Den benyttes ofte som samligningsgrundlag. Hvis Hardy-Weinberg-modellens forudsigelser ikke er opfyldt, må en eller flere af forudsætningerne være overtrådt.

## Modellen
I modellen antages:
- Arten er diploid.
- Tilfældig parring, dvs., at forældrene til alle individer er tilfældigt udvalgt fra den foregående generation.
- Uendelig populationsstørrelse; i praksis kræves, at man kan se bort fra genetisk drift.
- Ingen migration, så næste generations genetiske sammensætning afspejler foregående generations genetiske sammensætning
- Ingen selektion, så den næste generation har samme genetiske sammensætning som foregående generation.
- Ikke-overlappende generationer.
- Ingen mutation.

Forskellige kilder formulerer forudsætningerne lidt forskelligt.

## Hardy-Weinberg-proportioner
Hvis forudsætningerne i Hardy-Weinberg-ligevægten er opfyldt, er frekvenserne af genotyperne nemme at forudsige givet allelfrekvenserne. 
For tilfældet med to alleler A og a hhv. med frekvenserne p og q (p+q=1), forventes følgende frekvenser:
| Genotype           | AA | Aa  | aa |
| Forventet frekvens | p2 | 2pq | q2 |

Denne frekvensfordeling kaldes Hardy-Weinberg proportioner. Det, at en populations genotypesammensætning er i Hardy-Weinberg proportioner, er ikke i sig selv nok til at sige, at forudsætningerne for Hardy-Weinberg Ligevægten er opfyldt. Men på den anden side gælder det, at hvis der konstateres en afvigelse fra Hardy-Weinberg proportionerne, så er en eller flere af forudsætningerne for Hardy-Weinberg Ligevægten overtrådt.

### Afvigelser fra Hardy-Weinberg-proportioner
Afvigelser fra Hardy-Weinberg-proportionerne måles ved koefficienten F, som måler underskuddet af heterozygoter. Allelfrekvensen p for en allel A findes som den observerede andel af alle gener, som tilhører A-allelen. Under antagelse af Hardy-Weinberg proportionerne findes da som He=2p(1-p)=2pq. Den observerede andel af heterozygoter betegnes Ho. Underskuddet af heterozygoter findes da som:
{\displaystyle F={\frac {H_{e}-H_{o}}{H_{e}}}}.
F er maksimalt 1, når der slet ikke observeres nogen heterozygoter. Under visse omstædigheder kan F blive negativ.

### Test for Hardy-Weinberg-proportioner
For at undersøge, om en observeret genotypefordeling kan være fra en population i Hardy-Weinberg-proportioner, foretages normalt en χ2-test med 1 frihedsgrad. Grunden til, at der kun er 1 frihedsgrad, er, at allelfrekvensen p estimeres fra data.